# مغاک و آونگ (فیلم ۱۹۹۱)
«مغاک و آونگ» (انگلیسی: The Pit and the Pendulum (1991 film)) فیلمی در ژانر ترسناک به کارگردانی استارت گوردون است که در سال ۱۹۹۱ منتشر شد.

## بازیگران
- لانس هنریکسن
- جفری کمبس
- تام تولس
- استیون لی
- فرانسیس بای
- الیور رید
- مارک مارگولیس
- بنیتو استفانلی
- جفری کاپلستن